# The Hook
The Hook (bra: Sede de Vingança) é um filme estadunidense, de 1963, dos gêneros drama e guerra, dirigido por George Seaton, roteirizado por Henry Denker, baseado no livro L’Hamecon de Vahe Katcha, música de Larry Adler. O filme foi rodado ao largo da ilha de Santa Catalina, na Califórnia.

## Sinopse
Na Guerra da Coreia, em 1953, dois soldados revoltam-se contra o seu sargento, recusando as ordens de matar o prisioneiro que conduzem.

## Elenco
- Kirk Douglas ....... Sargento P.J. Briscoe
- Robert Walker Jr. ....... Soldado O.A. Dennison
- Nick Adams ....... Soldado V.R. Hackett
- Enrique Magalona ....... o prisioneiro
- Nehemiah Persoff ....... Capitão Van Hyn